# Gradišče pri Divači
Gradišče pri Divači je naselje na pobočju griča Škale 2 km jugovzhodno od  Divače.
V naselju stoji enoladijska podružnična cerkev sv. Helene krita s kamnitimi ploščami. Cerkev ima poslikave, nastale pred 1500. Avtorji so podobni, kakor v Hrastovljah.